# いつの日かこの愛を
『いつの日かこの愛を』（いつのひかこのあいを、原題：判我闖天涯、英題：Wild Search）は、1989年の香港映画。
チョウ・ユンファが下積み時代からの友人であるリンゴ・ラムと共同設立した製作会社シルバーメダルの第1回作品。チョウ・ユンファが企画から積極的に取り組んでストーリーの原案を作り、相手役にチェリー・チャンを指名した。

## キャスト
- ルウ：チョウ・ユンファ（津嘉山正種）
- シェー：チェリー・チャン
- ：ロイ・チョン
- ：ヤン・チャン
- アルーン：ルン・ウォン
- ハン：ポール・チン
- ：トミー・ウォン
- 殺し屋：チョン・ユウヤン

## スタッフ
- 監督：リンゴ・ラム
- 製作総指揮：トニー・チョウ
- 製作：リンゴ・ラム
- 脚本：ナム・イン
- 撮影：アンドリュー・ラウ
- 音楽：ローウェル・ロー